# انحلال (رياضيات)
في الرياضيات، الانحلال أو التَّرَدِّي أو الاضمحلال  أو التَّفَسُّخ (بالإنجليزية: Degeneracy)‏ هو تغير مفهوم أو خاصيَّة من حالة إلى حالةٍ نهائيةٍ تكون في الغالبِ أبْسَطُ من حالتها الأصليةِ. كما يستخدم مصطلح الانحلال في دراسة مسائل القيم الذاتية والمتجهات الذاتية، حيث القيمة الذاتية المنحلّة هي التي لها أكثر من متجه ذاتي.

## أمثلة
- النقطة هي دائرةٌ مُنعَدِمة، وذلك عندما يصبح نصف قطر الدائرة مساوياً للصفر.[5]
- المستقيم هو حالة مُنعدمة للقطع المكافئ، تحدث عندما يتناهى القطع المكافئ إلى مستوي المماس له. وأيضاً فإن المستقيم هو تدهور للمستطيل عندما يصبح أحد أطوال أضلاعه مساوياً للصفر.